# Turismo ecológico

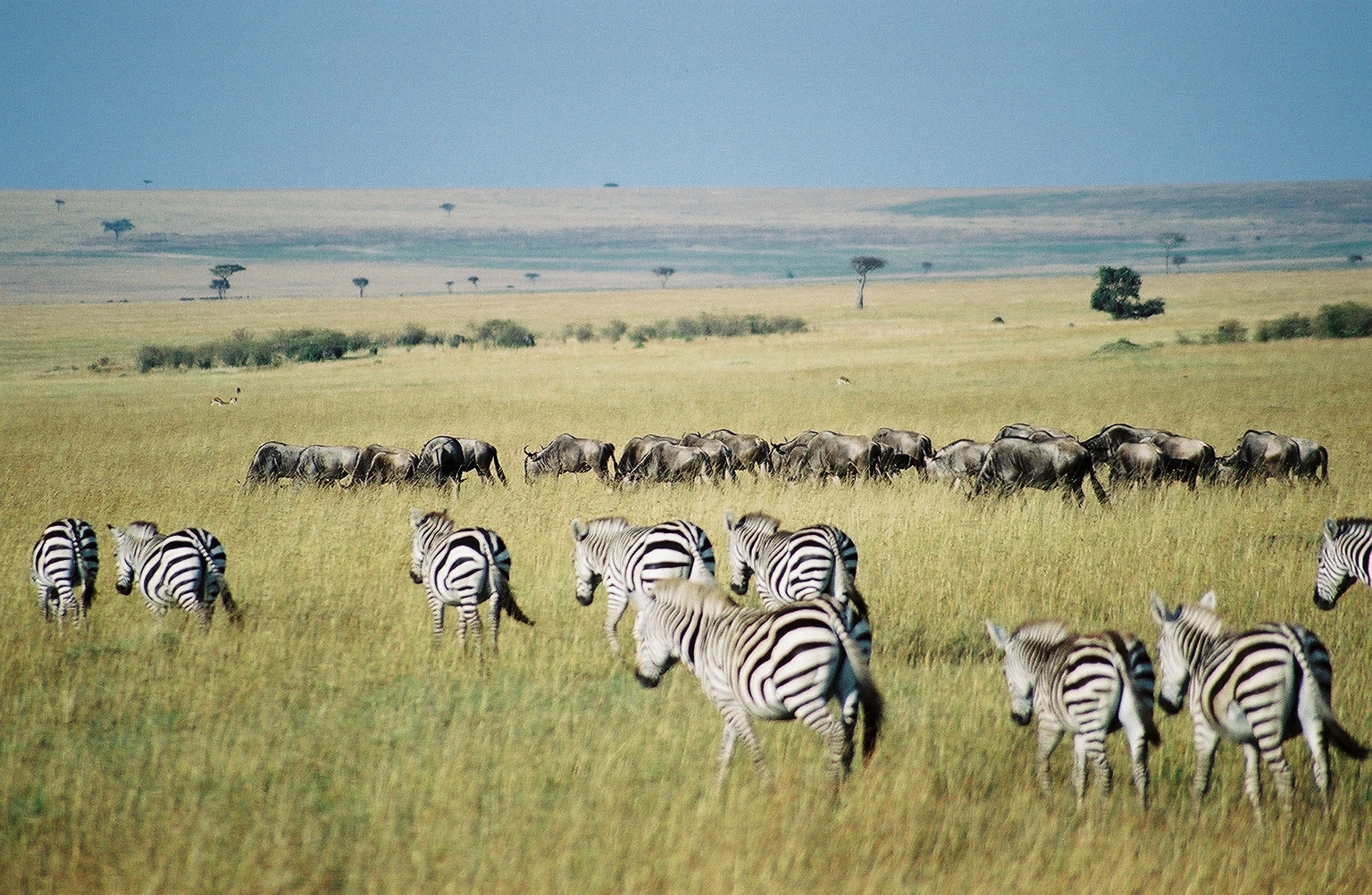
Ñus y cebras en el Parque de la Reserva Maasai Mara en Kenia.

El turismo ecológico, ecoturismo, turismo paisajístico o turismo de naturaleza es un enfoque de las actividades turísticas en el que se ofrece la observación del medio ambiente natural. Es un estilo de turismo alternativo, o ecologista, diferente al turismo tradicional o de masas.  Aunque existen diferentes interpretaciones, por lo general el turismo de naturaleza se promueve como un turismo «ético», en el cual también se presume como primordial el bienestar de las poblaciones locales, y tal presunción se refleja en el diseño de las actividades, con criterios de sostenibilidad y la preservación.
Debido a su auge, el ecoturismo se convirtió en el segmento de más rápido crecimiento y el sector más dinámico del mercado turístico a escala mundial. Este movimiento apareció a finales de la década de 1980, y ya ha logrado atraer el suficiente interés a nivel internacional, al punto que la ONU dedicó el año 2002 al turismo ecológico. 
La Sociedad Internacional de Ecoturismo (TIES) define ecoturismo como «un viaje responsable a áreas naturales que conservan el ambiente y mejoran el bienestar de la población local».El ecoturismo genuino debe seguir los siguientes siete principios, tanto para quienes ofrecen los servicios como para sus beneficiarios:
1. Minimizar los impactos negativos, para el ambiente y para la comunidad, que genera la actividad;
2. Construir respeto y conciencia ambiental y cultural;
3. Proporcionar experiencias positivas tanto para los visitantes como para los anfitriones;
4. Proporcionar beneficios financieros directos para la conservación;
5. Proporcionar beneficios financieros y fortalecer la participación en la toma de decisiones de la comunidad local;
6. Crear sensibilidad hacia el clima político, ambiental y social de los países anfitriones;
7. Apoyar los derechos humanos universales y las leyes laborales.

Pese a su corta existencia, el ecoturismo es visto por varios grupos conservacionistas, instituciones internacionales y gobiernos como una alternativa viable de desarrollo sostenible. Existen países como Costa Rica, Puerto Rico, Kenia, Madagascar, Nepal y Ecuador (Islas Galápagos) donde el turismo ecológico produce una parte significativa de los ingresos de divisas provenientes del sector turístico, e incluso en algunos casos, de la economía del país.

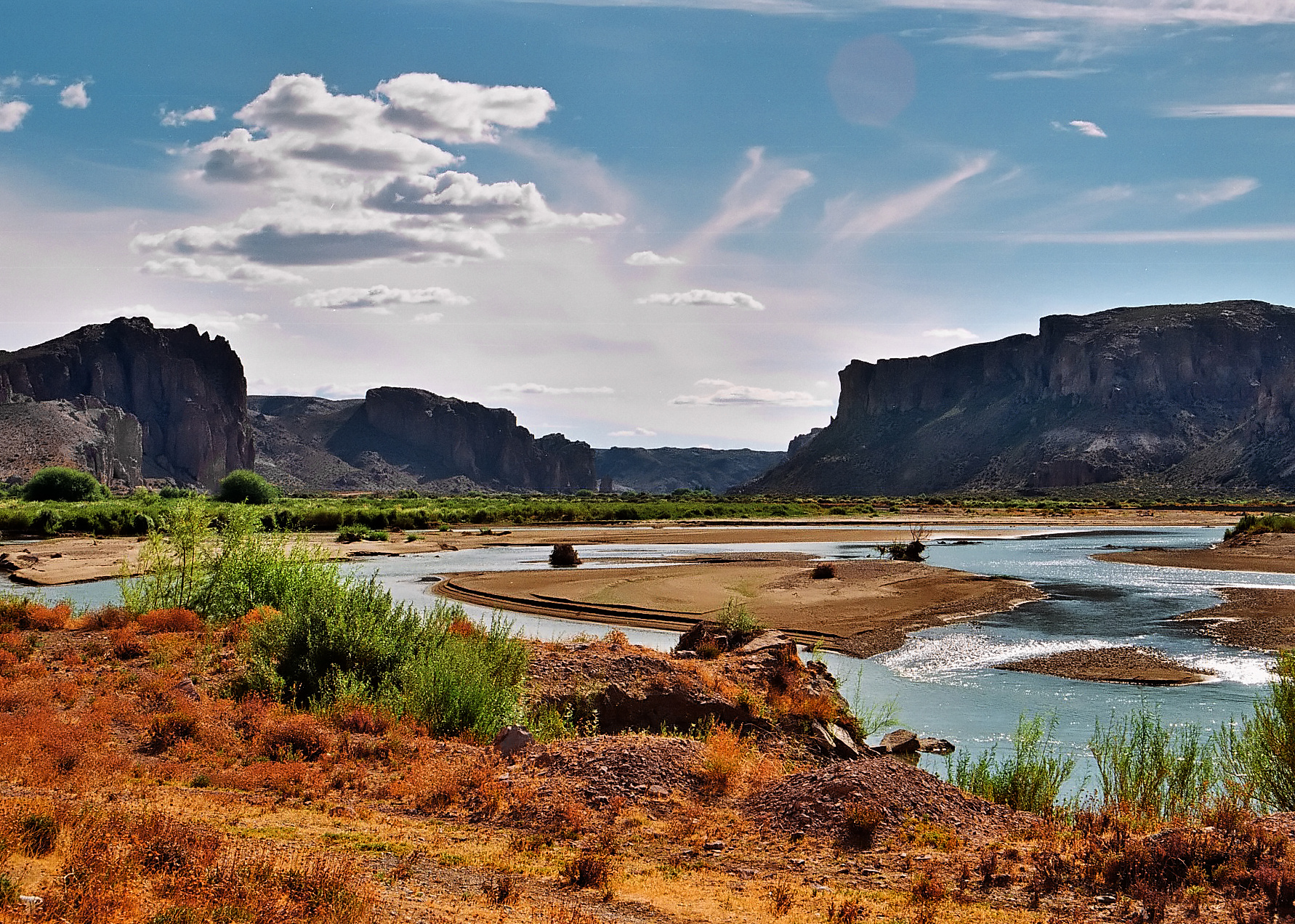
Paisaje en la provincia de Chubut, Patagonia, Argentina.

## Informe Brundtland
El libro “Nuestro Futuro Común” (conocido como Informe Brundtland) fue elaborado por la Comisión Mundial sobre el Medio Ambiente y el Desarrollo de la ONU en 1987, encabezada por la doctora noruega Gro Harlem Brundtland. 
El propósito de este informe fue encontrar medios prácticos para revertir los problemas ambientales y de desarrollo a nivel mundial, para esto fue necesario tres años de audiencias públicas y más de 500 comentarios escritos, que fueron analizados por científicos y políticos provenientes de 21 países con distintas ideologías. Una de las aportaciones importantes fue dejar en claro que la protección medio ambiental había dejado de ser un asunto local, regional o nacional para convertirse en un problema global, es decir todos los países y personas deben trabajar para solucionar este problema, pues el desarrollo y medio ambiente están totalmente ligados.  
Pero la aportación más importante fue definir el desarrollo sostenible como aquel que satisface las necesidades del presente sin comprometer las necesidades de las generaciones futuras, dando lugar a la Cumbre de la Tierra celebrada en Río de Janeiro en 1992.

## Cumbre Mundial de Ecoturismo en Quebec
El 2002 se considera como el Año Internacional del Ecoturismo y del 19 al 22 de mayo de 2002 se celebra en la ciudad de Quebec, Canadá la Cumbre Mundial de Ecoturismo.
Sus temas fueron:
a) Política y planificación del ecoturismo, con planes, políticas y programas al respecto a escala local, nacional e internacional; integración de políticas en planes de desarrollo sustentable; planificación territorial; uso de parques naturales y áreas protegidas; equilibrio entre desarrollo y conservación; programas y financiación para ecoturismo y desarrollo de recursos humanos.
b) Reglamentación del ecoturismo.
c) Desarrollo de productos, marketing y  promoción con estudios de mercado ;  y , promoción, creación de productos sostenibles, cooperación de múltiples agentes, educación ambiental, relaciones de cooperación entre los sectores público y privado.
d) Supervisión de los Costos y Beneficios con la contribución a la conservación medioambiental, efectos potenciales, adopción de medidas preventivas, integración en la supervisión y evaluación, necesidades de investigación y sistemas de gestión.
Dichos debates se centraron en sustentar el ecoturismo desde lo ambiental, sociocultural y económico y, en la participación y atribución de competencias de las comunidades locales, la gestión y supervisión de las actividades y la distribución equitativa de los beneficios reportados.

## Diferencias con otros tipos de turismo verde

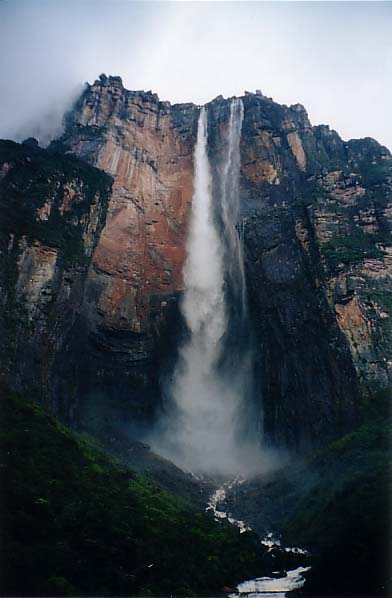
Salto Ángel la caída de agua más alta del mundo, ubicada en el parque nacional Canaima, Venezuela.

En la práctica se presenta un problema para establecer lo que es turismo ecológico y lo que no es. Por un lado, existen varias definiciones de lo que es ecoturismo; tampoco existe un órgano a nivel internacional que certifique tal actividad; y además, muchos de los turistas realizan en sus viajes actividades de ecoturismo combinadas con otras que no lo son. Por otra parte, algunos gobiernos y empresas del sector turístico por conveniencia económica tratan el ecoturismo como equivalente a cualquier clase de turismo basado en la naturaleza. Turismo de aventura, sol y playa, acampar, pesca o cualquier actividad turística de convivencia con la naturaleza no necesariamente es ecoturismo, en la mayoría de los casos es solamente turismo natural o turismo verde. Sin embargo, la Organización Mundial del Turismo (UNWTO) y el Programa para el Medio Ambiente de las Naciones Unidas (UNEP) han emitido diversas publicaciones en las cuales además de aportar su definición de ecoturismo, plantean recomendaciones de política pública y buenas prácticas, para hacerlo sostenible. En ellas, reconocen que el término ecoturismo mantiene un doble significado, por una parte se refiere a un concepto elaborado bajo un conjunto de principios y por otra, hace referencia a un segmento de mercado.

## Ecoturismo como concepto
Según la Organización Mundial del Turismo, define el ecoturismo como:

El ecoturismo es un tipo de actividad turística basado en la naturaleza en el que la motivación esencial del visitante es observar, aprender, descubrir, experimentar y apreciar la diversidad biológica y cultural, con una actitud responsable, para proteger la integridad del ecosistema y fomentar el bienestar de la comunidad local.

El ecoturismo incrementa la sensibilización con respecto a la conservación de la biodiversidad, el entorno natural y los bienes culturales, tanto entre la población local como entre los visitantes, y requiere procesos de gestión especiales para minimizar el impacto negativo en el ecosistema.
 Comité de Turismo y Competitividad (CTC), 2019

El ecoturismo es un subcomponente del campo del desarrollo sostenible, es una forma de turismo centrado en la naturaleza que se caracteriza por estar fuertemente orientado al desarrollo sostenible y por lo tanto se sustenta en el cumplimiento de siete componentes:
- Contribuye a la conservación de la biodiversidad.
- Sostiene el bienestar de la población local.
- Incluye una experiencia de aprendizaje / interpretación.
- Involucra la acción responsable por parte de turistas y de la industria turística.
- Es ofrecido primordialmente a grupos pequeños por pequeñas empresas.
- Requiere el consumo más bajo posible de recursos no renovables, y la utilización de fuentes de energía renovable (biomasa, energía solar, eólica).
- Enfatiza la participación local, propiedad y oportunidad de negocios para la población rural.

La Secretaría de Turismo de México (SECTUR) define al Turismo de Naturaleza como "los viajes que tienen como fin realizar actividades recreativas en contacto directo con la naturaleza y las expresiones culturales que le envuelven con una actitud y compromiso de conocer, respetar, disfrutar y participar en la conservación de los recursos naturales y culturales." La SECTUR hace diferencia entre Turismo de Naturaleza y Ecoturismo, por lo que ha dividido al Turismo de Naturaleza en tres grandes segmentos, Ecoturismo, turismo de aventura y turismo rural. 
Definiendo al Ecoturismo como "Aquellos viajes que tienen como propósito principal la interacción, conocimiento y contemplación de la naturaleza y la participación en su conservación. Tienden a realizarse en áreas poco perturbadas por el hombre y suelen incluir prácticas de entendimiento y sensibilización cultural".
Otra definición puede ser “viajar en forma responsable hacia áreas naturales conservando el medio ambiente y mejorando el bienestar de las comunidades locales”.

## Ecoturismo: Categorías

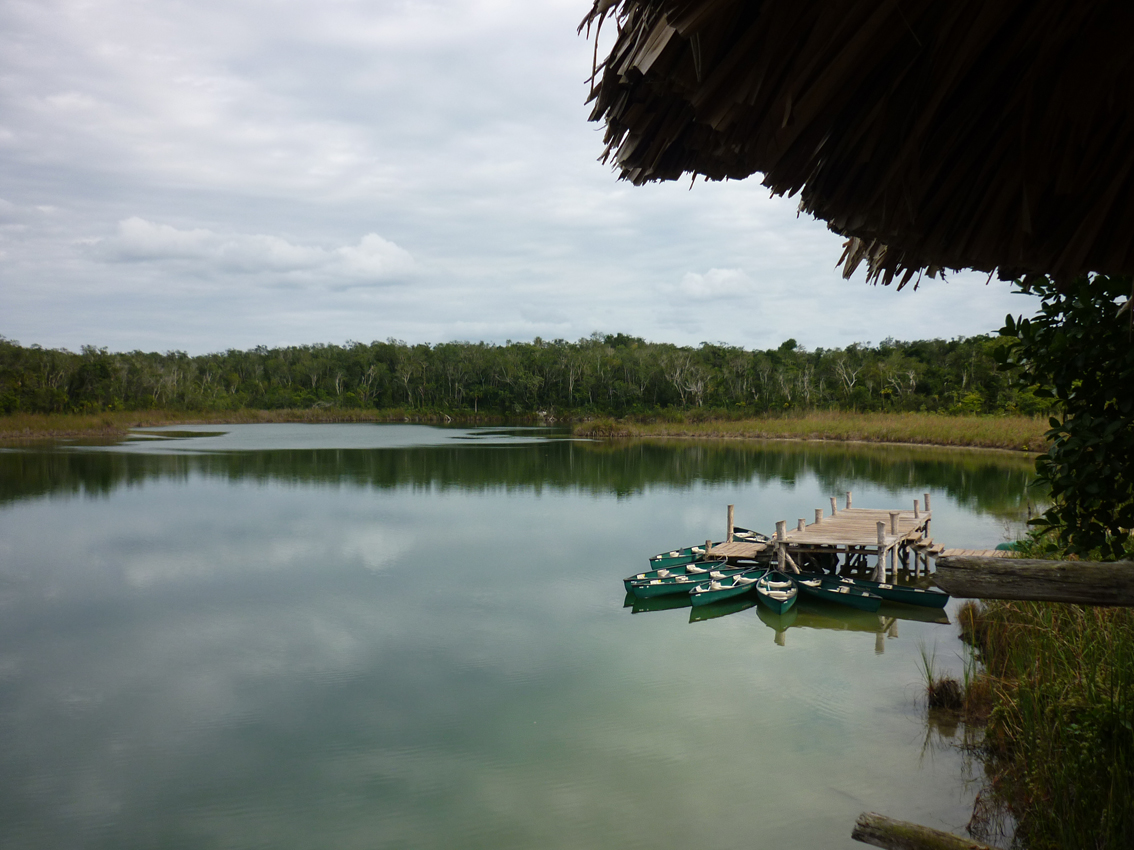
Laguna de Pacchen en Pacchen, Quintana Roo, México.

El ecoturismo se puede clasificar en por lo menos tres grandes categorías, podría establecerse que cuando solo se refiere a la conservación de la naturaleza, estamos en presencia de un ecoturismo de categoría 1; si además de la conservación de la naturaleza se añade la conservación de la cultura local y de su patrimonio histórico, se estaría hablando de un ecoturismo categoría 2, y finalmente, si a la categoría 2 se le añade lo que sería un ecoturismo socialmente sustentable, es decir la oportunidad que brindaría como actividad de servicios para mejorar la calidad de vida de la población receptora, estaríamos hablando de un ecoturismo categoría 3, que sería el que en realidad integraría los aspectos medioambientales, socioculturales y de la distribución de la riqueza generada, por lo que este tipo de ecoturismo sí merecería todo el apoyo de las instituciones del estado, debido a sus múltiples impactos positivos.

## Ecoturismo basado en Comunidad (EBC)
Según WWF (2003) este concepto se refiere a “aquellas empresas ecoturísticas que gerencian a favor de una comunidad”, entendiendo como tal “grupo de gente que vive en la misma área geográfica y que se identifican como pertenecientes al mismo grupo”. En este subsector del ecoturismo, no es que se dé una participación activa de la población local, sino que es la propia comunidad local la encargada del proyecto ecoturístico, beneficiando a todos sus miembros, algunos de forma directa y otros de manera indirecta.
En este contexto, conforme la OIT (2003), la promoción del turismo con comunidades indígenas y municipios rurales parece tener una misión específica: elevar los niveles de actividad y bienestar de las poblaciones locales; preservar la identidad cultural y los ecosistemas, fortaleciendo las capacidades municipales para promover el turismo sostenible y competitivo.
En el marca del programa de actividades de la OIT destinado a promover los derechos fundamentales de los pueblos indígenas (Convenio 169), artículo 7: “los pueblos interesados deberán tener el derecho de decidir sus propias prioridades en lo que atañe el proceso de desarrollo, en la medida en que éste afecte sus vidas, creencias, instituciones y bienestar espiritual, y a las tierras que ocupan o utilizan de alguna maneta y de controlar en la medida de lo posible, su propio desarrollo económico, social y cultural. Además, dichos pueblos deberán participar en la formulación, aplicación y evaluación de los planes y programas de desarrollo nacional y regional, susceptibles de afectarles directamente”.
Basadas en esto las organizaciones han formulado demandas explícitas con el objetivo de conocer y tomar conciencia de los efectos de un número cada vez mayor de proyectos de turismo que se ejecutan con las comunidades o, a veces, a costa de ellas. Su mayor preocupación estriba en dos aspectos: el primero se refiere a los efectos del turismo sobre las condiciones de vida, los recursos naturales y la cultura de las comunidades resultantes de esta nueva corriente turística.
En respuesta a esas demandas, la OIT ha diseñado un programa de Servicios de Desarrollo Empresarial para el turismo comunitario, conocido como la Red en aquellas comunidades que han adoptado una postura receptiva hacia el turismo, las exigencias son claras: las estrategias de apoyo no deben alterar los aspectos o territorios, ni incentivar el individualismo, para no contrariar las bases de la filosofía indígena sobre la vida, su hábitat y, en general, su cosmovisión.
En Ecuador, las bases del ecoturismo Basado en la Comunidad fueron desarrolladas en los años noventa en la Amazonía oriental, a través de los organismos indígenas denominados Confederación de la Nacionalidades de la Amazonía Ecuatoriana (CONFENAIE) y, por la Coordinación de las organizaciones Indígenas de la Cuenca Amazónica (COICA). Estos EBC fueron estrategias desarrolladas para buscar otras alternativas económicas más sostenibles frente la presión acelerada sobre las tierras indígenas por amenazas petroleras y mineras y también al turismo no controlado en la práctica.

## Ecoturismo: políticas públicas

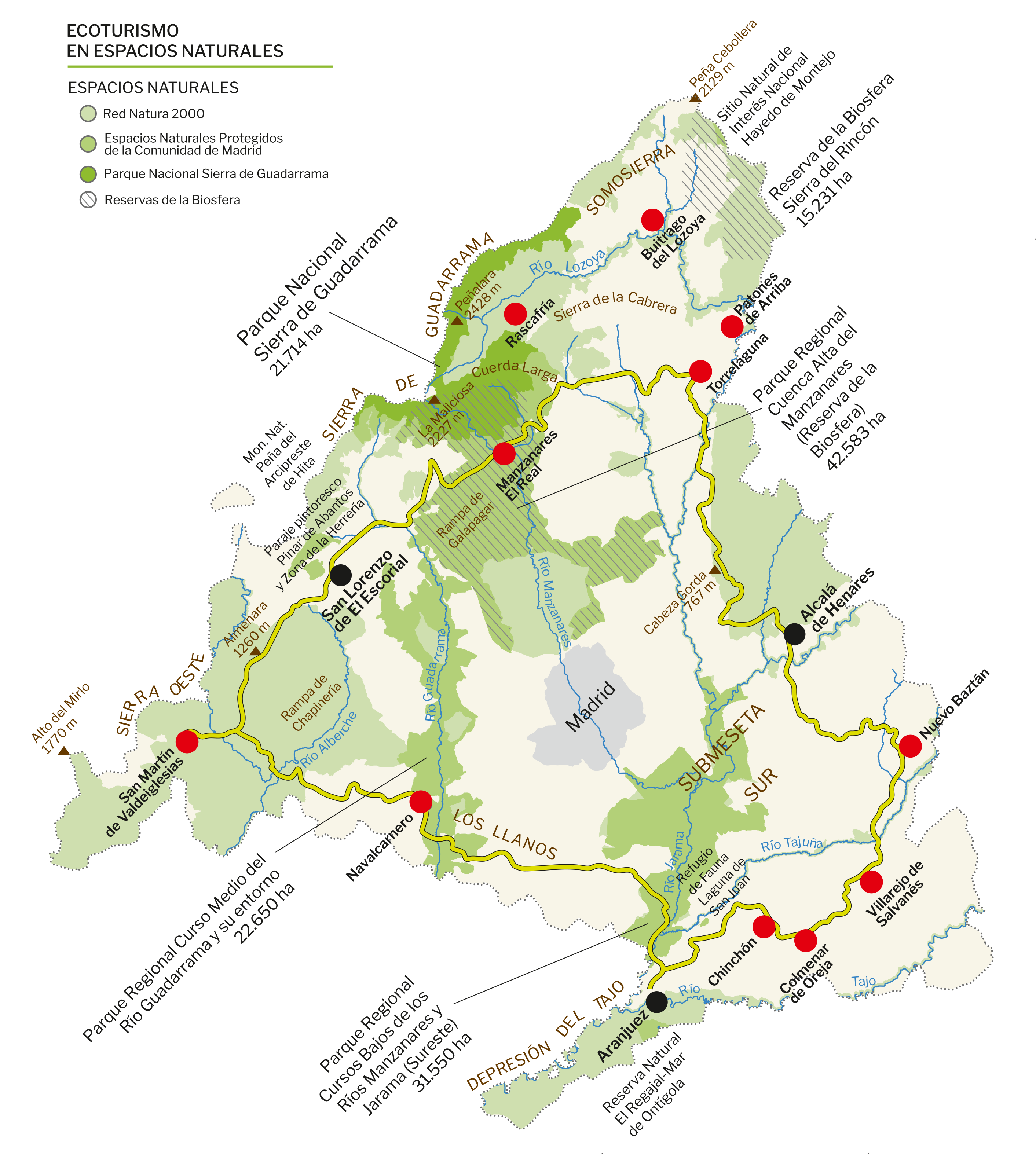
Ecoturismo en espacios naturales de la Comunidad de Madrid.

En los días de hoy, el turismo es considerado la mayor industria de servicios del mundo. Según los especialistas el ecoturismo es el sector turístico que más rápido está creciendo y en los años noventa hubo un gran interés sobre el potencial del mercado verde para una gran variedad de bienes y servicios. Las entidades y los expertos presentan un crecimiento entre 10% y el 15% en el mundo entero. Es probable que las cifras provean los argumentos necesarios al ecoturismo como una importante estrategia para los gobiernos, organismos internacionales, ONG, pueblos autóctonos, en especial para los últimos, por la posibilidad de ser una alternativa frente a los problemas con la selvicultura, a las empresas mineras, madereras y petroleras. Además, el ecoturismo parece tener la capacidad de generar divisas, empleos, infraestructura en la perspectiva de desarrollo local.
Con respecto del potencial del ecoturismo, existe una falta de convergencia en la determinación de lo que es ecoturismo y esta confusión ha provocado el surgimiento de proyectos con las famosas etiquetas “ecoturísticas”, sin que lo sean en realidad. Debido a estos conflictos, según Azevedo Luíndia (2005) “ el ecoturismo puede ser cualquier cosa, y todo al mismo tiempo puede ser nada”.

## Ecoturismo: Impactos
“Las poblaciones locales o aledañas al recurso natural, no reciben los recursos económicos adecuados o muy pocos. Se sienten marginadas frente al auge de los ecoturistas visitantes, y ven como el beneficio económico favorece a grupos ajenos y con pocas implicaciones favorables para las comunidades del lugar”.
Algunos de los impactos son los siguientes:
- El auge del ecoturismo ha generado cambios de propietarios de tierras y una especulación a menudo nociva sobre su valor, en especial para las poblaciones locales que se resienten por la presencia de extranjeros que operan algunas veces en forma escrupulosa a lo largo de los linderos de áreas protegidas y otros recursos ecoturísticos.
- Los turistas que visitan áreas prístinas pueden causar daños en forma directa o indirecta a la flora y a la fauna. Incluso a veces se recurre a la alimentación de animales (monos, aves, cocodrilos) para que los ecoturistas puedan verlos mejor y fotografiarlos. Esto puede originar problemas en las costumbres de ciertos animales, en especial cuando se suspende dicha práctica.
- Hay conflictos en uso tradicional del aprovechamiento de la tierra con sus animales y plantas departe de las poblaciones contiguas a las áreas naturales, ya que al aumentar el ecoturismo se fijan imitaciones para ciertas actividades tradicionales para las poblaciones aledañas (prohibición de cazar en áreas que ahora son “protegidas”, así como cortar leña o cosechar plantas medicinales e incluso el uso de hojas de palma para techar viviendas).
- Las construcciones turísticas (hoteles, restaurantes, tiendas diversas) se ubican demasiado cerca del recurso natural, o con estilos arquitectónicos que no armonizan en el paisaje.  Hay a menudo efectos perjudiciales en cuanto a la contaminación de aguas de mar, acumulación de procesos deficientes de desechos sólidos, ruido excesivo, luz nociva en la noche (por ejemplo, cerca de playas donde desovan tortugas marinas).
- Los senderos para visitar recursos ecoturísticos con frecuencia están pobremente diseñados (recorrido poco atractivo o de regreso igual que la ida, cuando un itinerario circular hubiera sido más interesantes, fenómenos de erosión por pisoteo y otras razones)  o lo que es más grave, recorridos mal interpretados por (seudoguías inescrupulosos).
- Se da poca importancia a la “capacidad de carga” del área visitada, cuando esta es frágil. Algunas prácticas como permitir solo la entrada a un número limitado de visitantes por lo menos espaciar los grupos con sus días o diversificar los senderos, aún no están difundidos.
- Muchas promociones del turismo ecológico, están dirigidas solo para atraer al turismo extranjero, al especular que son ellos quienes tienen un alto poder económico. A menudo no se presta la debida atención al turismo nacional o grupos escolares locales, con escasos ingresos discrecionales para viajar.

Independientemente de las diferentes interpretaciones y de un oportuno aprovechamiento del término ecoturismo por parte de la industria del turismo, hay una línea dominante que argumenta un crecimiento grande para este. Imbuido de esta visión, el ecoturismo, hoy, es un elemento central en el desarrollo de varios países del Tercer Mundo por diversas razones, a saber: generación de renta y empleos, inversiones para infraestructura, incremento en la economía informal. Países con crecimiento bajo pero con varios “atractivos naturales y preservados”, como Brasil, Perú, Bolivia y Ecuador.
En la mayoría de las veces, el ecoturismo exige pocas inversiones del sector público en infraestructura con respecto al turismo convencional; sin embargo, el ecoturismo puede traer más beneficios a las comunidades locales que el primero. Bajo este aspecto, el ecoturismo en su dimensión económica se entrelaza con las principales corrientes filosóficas sociales antropocéntricas y egocéntricas.
Una de las cuestiones más polémicas al hablar de ecoturismo es hasta qué punto puede ser una ventaja económica para sus pobladores locales y para el país destinatario. Con el crecimiento el segmento de mercado, el mismo está siendo una importante fuente de ingresos para los operadores turísticos, principalmente, para las cadenas extranjeras.
La controversia: ese esplendor económico no llega a alcanzar realmente a los países de destino y a las economías locales de lugar en donde se desarrolla. En gran parte de la literatura que aborda los impactos económicos del ecoturismo, existe una tesis predominante que afirma que la actividad incrementa las rentas de tres sectores:
a)	El País destino a través de las divisas que los ecoturistas dejan en él en su llegada.
b)	La población local mediante su participación en el sector turístico, o bien en otros sectores implicados.
c)	El espacio natural a través del dinero que los turistas pagan por el acceso.

## Ecoturismo: obstáculos para su desarrollo
- Hay escasez de estudios responsables de cómo satisfacer el aumento progresivo de la demanda de parte de los ecoturistas. En vez de planificar a corto y a mediano plazos, se reacciona ( y a menudo se improvisa)  cuando hay crisis o ciertas catástrofes (hasta la próxima crisis).
- Poco se usa la experiencia y las publicaciones de otros países. Un ejemplo es la amplia producción de materiales diversos de la Sociedad Mundial de Ecoturismo, incluye textos en español.
- Existen limitaciones presupuestarias para planificar, promover, ejecutar y control el ecoturismo, en especial en el aspecto hotelero. Hay un movimiento reciente para calificar y certificar hoteles,  por su demostrada sensibilidad ambiental, pero falta evaluar los resultados y su impacto real en la práctica.
- Son insuficientes los centros educativos y de educación de alta calidad que cuenten con la documentación idónea para formar profesionales e investigadores en ecoturismo a diferentes niveles y con varias especializaciones. Incluso las relaciones con las poblaciones aledañas cuyo conocimiento bilógico, cultural y artístico, histórico y aún culinario pocas veces se aprovecha.
- Faltan evaluaciones y otras estadísticas objetivas y detalladas sobre el impacto del ecoturismo, como base para mejorar o cambiar el rumbo e impulso de iniciativas para promover un ecoturismo más responsable y sostenible.

## Ecoturismo: Perspectivas
El ecoturismo bien practicado puede convertirse en un poderoso instrumento para la conservación de la flora y fauna, al valorizar un recurso natural, pero también puede causar diferentes tipos de daños biológicos, físicos, sociales y económicos si no se practica bien.
El ecoturismo sigue respondiendo a los gustos y necesidades de una población de visitantes, que desde hace mucho tiempo se han interesado en conocer lugares naturales y responde también a la necesidad de integrar conservación y desarrollo, pero con menos énfasis en darle a la comunidad receptora su importante papel como participante activo, al ser el principal sujeto beneficiado. En realidad, el lucro queda en manos de los operadores y empresas del turismo, pero nunca se reinvierte una parte en la promoción cultural, la educación y el refortalecimiento institucional.
Aunque se puede suponer que en el ecoturismo estaría implícito el mejoramiento de la economía de las comunidades locales, pareciera más bien que se enfoque en asegurar un manejo planificado por parte del país o región receptora, para ofrecer la visitantes no convencional un área geográfica poco intervenida e incrementar el comercio internacional de los viajes como un mecanismo de importación in situ.

## Ecoturismo como segmento de mercado
Desde el punto de vista del mercado, el ecoturismo ha crecido aceleradamente a nivel mundial, aunque no todos los países han establecido políticas o certificaciones para aquellas empresas que respetan los principios del ecoturismo orientado a la sustentabilidad, ello ha llevado a confusiones en la forma en que se promueve e incluso en lo que se ofrece como tal.
Mucho de lo que es mercadeado como ecoturismo a nivel mundial, realmente es solo "ecoturismo leve", o peor todavía, greenwashing, un engaño mediante el cual se utilizan imágenes y la etiqueta de turismo ecológico tan solo como un medio publicitario para atraer turistas a ciertas actividades que en realidad no siguen ninguno de los principios y prácticas del ecoturismo verdadero. El ejemplo clásico es el de un gran complejo hotelero de playa tradicional localizado cerca de un lugar prístino o de belleza singular para aprovecharse su ubicación. En general el turismo de masas produce muchos impactos negativos y solo trae beneficios económicos para los propietarios y las operadoras de turismo, sin que existan beneficios para la conservación del ambiente ni para la población local, excepto por los empleos de baja paga. Por esta razón, el ecoturismo ha sido criticado por su carencia de estándares y criterios de homologación fiables, lo que permite que se ofrezcan en el mercado mundial productos que no son ecoturismo verdadero como si lo fueran.

## Casos modelo de Ecoturismo a nivel mundial

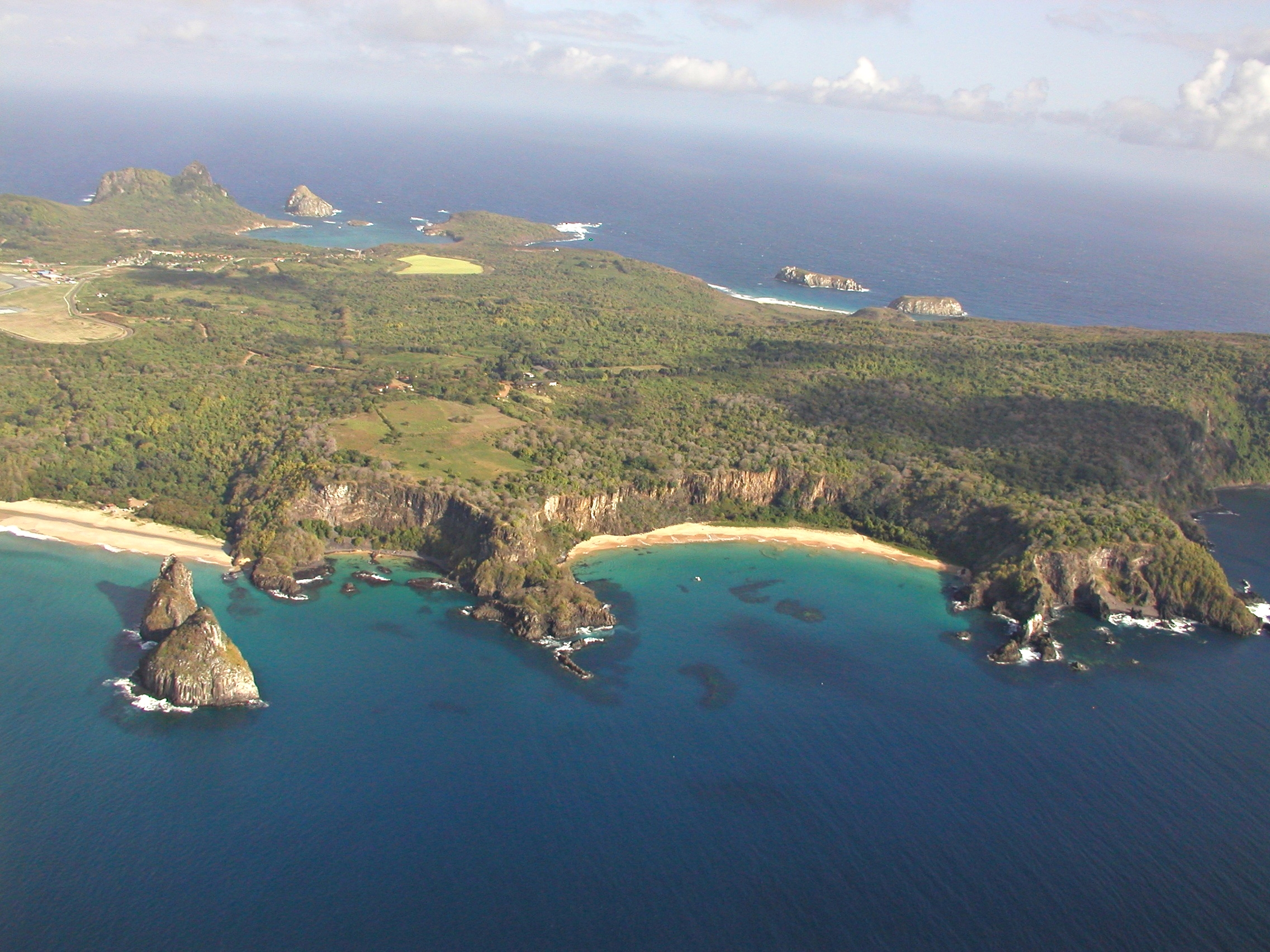
Parque nacional Marino de Fernando de Noronha, Brasil. "Vista de Dois Irmãos" y "Praia do Sancho".

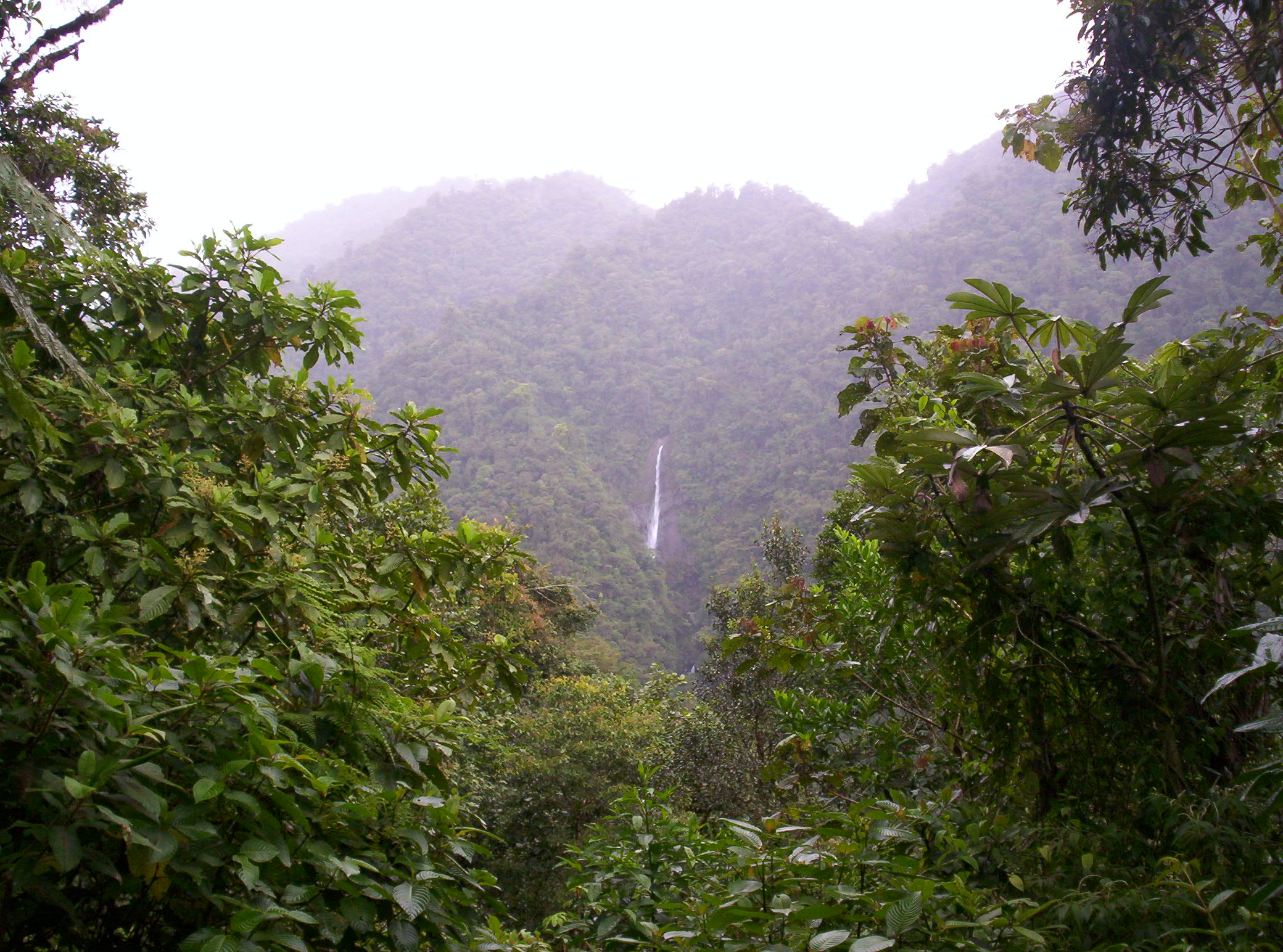
Parque nacional Tapanti en Costa Rica.

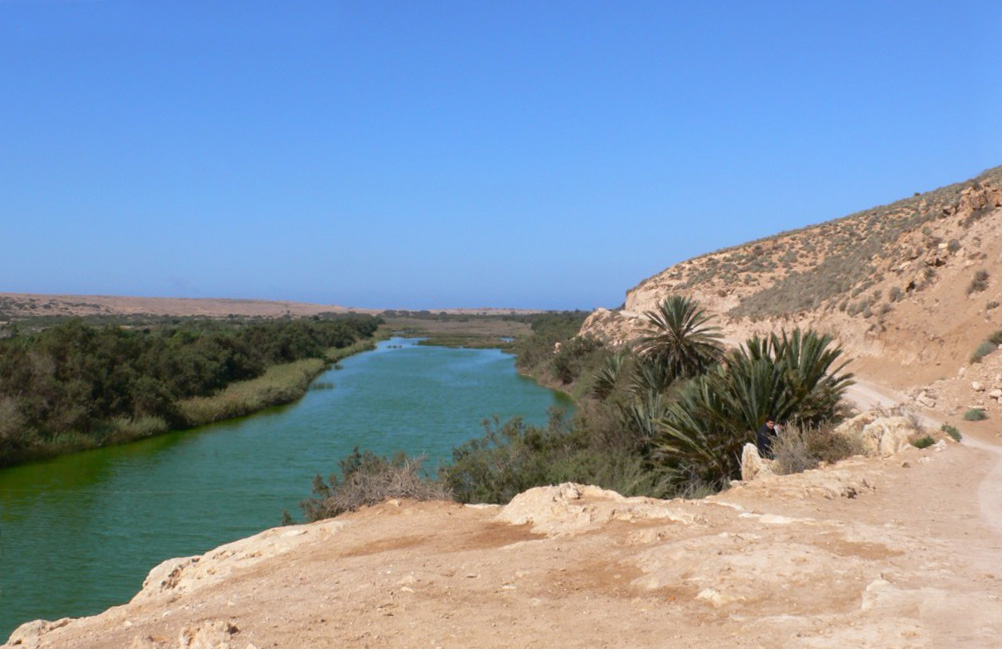
Parque nacional de Souss-Massa, Marruecos.

Resulta difícil identificar islas de excelencia en la modalidad de turismo ecológico, porque aún los lugares que cumplen a cabalidad los principios del ecoturismo, acaban resultando víctimas de su éxito, al atraer mayores cantidades de turistas, y a pesar de las restricciones de ingreso que generalmente existen, muchos impactos negativos son inevitables. Como ilustración se presentan algunos de los casos documentados en la literatura especializada.
- Islas Galápagos, Ecuador.[21][22]
- Parque nacional Marino de Fernando de Noronha, Brasil.[23]
- Reserva Biológica Privada de Bosque Nuboso de Monteverde, Costa Rica.[24][25]
- Estación Biológica La Selva, Reserva Biológica privada de la OET, Costa Rica.[26][27][28]
- Chubut - Patagonia, Argentina.[29]
- Parques nacionales - Pico Duarte, San Juan de la Maguana, República Dominicana.[30]
- Olmos - Lambayeque, Perú.[31]
- Parque nacional Kruger: Sudáfrica.
- Parque de la Reserva: Maasai Mara, Kenia.
- Parque nacional de Souss-Massa, Marruecos.
- Parque nacional Turuépano, Sucre, Venezuela.
- Río Negro, Amazonas.
- Parque nacional Tingo María, Huánuco, Perú.
- Sierra de la Macarena, Colombia.
- Parque nacional natural Los Nevados, Colombia.
- Bosque Nacional El Yunque, Puerto Rico.
- Crax - Centro de Rescate, Perú.
- Parque natural Las Estacas - Morelos, México.
- Isla Guadalupe- Baja California, México.
- Cerro el Chumil - Jantetelco, Morelos, México.